# Juan Curuchet
Juan Esteban Curuchet (Mar del Plata, 4 febbraio 1965) è un ex pistard e ciclista su strada argentino, medaglia d'oro nell'americana, in coppia con Walter Pérez, ai Giochi olimpici 2008.

## Carriera
Ha rappresentato l'Argentina in sei edizioni dei Giochi olimpici, nel 1984, nel 1988, nel 1996, nel 2000, nel 2004 e nel 2008, risultando il ciclista con più partecipazioni in tale rassegna. Ai Giochi si è aggiudicato la medaglia d'oro nell'americana nell'ultima partecipazione, nel 2008 a Pechino, all'età di 43 anni, gareggiando in coppia con Walter Pérez.
Nel 2004 a Melbourne ha vinto il titolo mondiale nell'americana, sempre in coppia con Walter Pérez, dando al suo paese il primo iride nel ciclismo su pista. Nella rassegna mondiale si è aggiudicato anche due medaglie d'argento, entrambe nella corsa a punti (1995 e 2001), e nove medaglie di bronzo, tre nella corsa a punti (1992, 2002 e 2004) e ben sei nell'americana (1997, 2000, 2001, 2002, 2003 e 2006). Ai Giochi panamericani ha invece vinto tre medaglie d'oro nell'americana (1999, 2003, 2007) e due d'argento, una nella corsa a punti (1983) e una nell'inseguimento a squadre (2003).
Attivo per alcuni anni anche nel ciclismo su strada, ha conquistato tre titoli nazionali a cronometro (1998, 2002 e 2009).